# Premis Ramon Llull
|  | Aquest article tracta sobre els premis atorgats pel Govern balear. Vegeu-ne altres significats a «Premi de les Lletres Catalanes Ramon Llull». |

Els premis Ramon Llull són uns guardons que atorga el Govern de les Illes Balears anualment a persones o entitats que hagin destacat dins el territori de les Illes Balears pels serveis prestats en els àmbits cultural, esportiu, jurídic, empresarial, cívic, humanitari, d'investigació, de l'ensenyament i lingüístic.
Els guardons són lliurats coincidint amb la celebració dels actes commemoratius del Dia de les Illes Balears el dia 1 de març.

## Guardó
El guardó es una reproducció en argent i or d’una xilografia estreta de la col·lecció de Xilografias Mallorquinas de l’Impremta Guasp. Aquesta xilografia fou realitzada a l’any 1950 a Palma sota la direcció del bibliòfil Pere Sampol i Ripoll i ha estat catalogada com la col·lecció més antiga del món. La primera edició d’aquesta xilografia està datada entre els anys 1895 i 1898. La reproducció lliurada a les edicions del Premi Ramon Llull apareix en el volum III de la col·lecció Xilografias Mallorquinas, a l’apartat «Astronomia» amb el número 794.
La Medalla té 35,5 mm de diàmetre i 1,5 mm de gruix, és d’argent amb bany d’or i te un pes d'aproximadament 10 g. És circular, amb passacintes posterior. L'anvers presenta el Sol amb rostre humà en relleu sobre fons gravat i amb una combinació rítmica de rajos rectilinis i de rajos ondulants. A la part superior de l'anvers hi ha un passacintes. A sota, l’escut de la Comunitat Autònoma de les Illes Balears gravat a mà. Sota l’escut hi ha gravat la llegenda en dues línies: “GOVERN DE LES ILLES BALEARS/PREMIS RAMON LLULL”. I sota aquesta inscripció hi ha gravat l'any en què es concedeix el guardó.

## Guardonats

### 1997
Josep Alcover Llompart, Margalida Alemany Enseñat, Eladi Homs Zimmer, Gabriel Llompart Moragues, Aina Moll Marquès, Joan Pons Álvarez, Baltasar Porcel Pujol, Bartomeu Català Barceló, Bartomeu Ensenyat Estrany, Enric Fajarnés Cardona, Andreu Ferret Sobral (a títol pòstum), Felicià Fuster Jaume, Aligi Sassu, Angela von Neumann, Xesc Forteza Forteza

### 1998
Blai Bonet Rigo (a títol pòstum), Maria Camps Rosselló, Josep Maria Casasayas Truyols, Manuel Elices Calafat, Miquel Ferrà Martorell, Llorenç Fluxà Figuerola (a títol pòstum), Jaume Mir Mateo, Jaume Mir Ramis, Rafael Nadal Nadal, Antoni Planells Tur Planes, Gabriel Rebassa Oliver (a títol pòstum), Mariano Riera Torres, Melcior Rosselló Simonet, Guillem Timoner Obrador, Joan Torres Mayas Joan des Moliner, Catalina Valls Aguiló, Yannick Vu

### 1999
No concedits.

### 2000
Maria del Mar Bonet Verdaguer, Caixa d'Estalvis de Pollença "Colonya", Miquel Alenyà Fuster, Cristòfol Serra Simó, Climent Garau Arbona, Bartomeu Suau Serra

### 2001
Rafel Tur Costa, Maruja Alfaro i Brenchat, Andreu Ripoll i Muntaner, Jocelyn Nigel Hillgarth, Andreu Murillo Tudurí, Llorenç Tous Massanet, Fundació Deixalles, Margalida Fullana, Joan Llaneras, Xavi Torres

### 2002
Joan Riudavets Moll, Confederació d'Associacions de Veïns de les Illes Balears, Associació Paràlisi Cerebral de Balears (ASPACE), Josep Campaner Puigserver, Encarnació Viñas Olivella, Antoni Roig Muntaner, Gabriel Galmés Truyols, Carme Riera, Anthony Bonner, Bartomeu Bennàssar Vicenç, Bartomeu Melià Lliteras, Pere Quetglas Ferrer (Xam), Coral Universitària, Grup musical Uc, Antònia Buades Vallespir Madò Buades.

### 2003
Antoni Catany Jaume, Miquel Brunet Miquel, Bernat Nadal Ginard, Ferran Morell Brotard, Guillem Mateu i Mateu, Vicenç Maria Rosselló i Verger, Societat d'Història Natural de les Balears, Pere Melis Pons, Maria Antònia Oliver Cabrer, Josep Marí Marí, Isidor Marí i Mayans, Lluís Moya Bareche, Sebastià Arrom i Coll, Grups d'Esplai de Mallorca, Cucorba, Pere Serra Colomar, Pilar Benejam i Arguimbau, Elena Gómez Servera, Guillem Vidal Andreu

### 2004
Mostra Internacional Folklòrica de Sóller, Vicente Rotger Buils, Miquel Coll Carreras, Bartomeu Barceló Quetgles Tolo Güell, Josep Miró Nicolau, Gabriel Oliver Capó, Sor Francisca Serra Llabrés, Pere Bonnín Aguiló, Carme Font Jaume, Román Piña Homs, Aina Montaner Rotger, Fundació Barceló, Ja t'ho diré, Llorenç Vidal Vidal, Pacífic Camps Coll, Antònia Vicens Picornell, Joan Prats Bonet, Vicente Planas Hevia, Ramon Rotger Moner, Joan Juaneda Rover, Joan Femenia Perelló, Fundació Kovacs, AMEBA S.A. (Agrupació Mèdica Balear), Julià Vilàs Ferrer, Francesc Oleo Carrió

### 2005
José María de Olivar y Despujol, Centre d'emergències 112 de Madrid, Catalina Bufí Juan, Bernat Pomar Pomar, Gabriel Seguí Mercadal, Andrés Seguí Mercadal, Associació d'Amics de l'Òpera de Maó, Alexandre Ballester Moragues, Agrupació Folklòrica Aires de Muntanya, Vicenç Matas Morro, Llorenç Fluxà Rosselló, Joan Miralles Lladó, Joan Nadal Cañellas, Jean Dausset, Francisco Fornals Villalonga, Felipe Moreno Rodríguez, Rafaela Gomila Garcia, Simó Andreu Trobat, Ramon Serra Isern, Rafel Torres Bosch, Antoni Obrador Vidal, Miquel Àngel Nadal Homar, Marc Ferragut Fluxà, Maria Teresa Matas Miralles, María José Hidalgo, Àgueda Vadell Pons, Menorca Bàsquet, Luis Alejandre Sintes, Josep Torres Riera, Josep Jaume Pons, Maria Barceló Crespí, Antoni Cardona Sans, Miquel Ferrer Flórez

### 2006
Fèlix Grases Freixedas, Miquel Codolà Camps, Fundación Juan March, Margarita Retuerto Buades, Concha García Campoy, Margalida Llobera Llompart, Margaluz, Erwin Bechtold, Josep Orlandis Rovira, Cristòfol Veny Melià, Josep Miquel Vidal Hernández, Josep Colomar Juan, José Cerdà Gimeno, Miquel Bosch Flexas, María Vázquez Pulgarín, Rafel Socias Miralles, Ernesto Ramon Fajarnés, Rafel Marí Llacer, Bartolomé Marí-Mayans Tur, Mateu Cladera Matas, Joan Llompart Coll, Torrelló, Tomàs Montserrat Domingo, Bartomeu Salleras Fuster, Demetrio Jorge Peña Collado, Mariano Ribas Ribas, Joan Ferrer Torres, Joan Guasch Marí (Can Bernat Vinya), Jaume Grimalt Obrador, Antoni Prats Calbet, N'Agneta, Maria Mayans Juan, José Serra Costa, Vicenç Mayans Escandell, Antonio Cardona Torres

### 2007
Caty Juan del Corral, Damià Seguí Colom, Vicenç Torres Esberranch, Rosa Planas Ferrer, Beatriz Anglada-Camarasa Huelin, Congregació de les Germanes Franciscanes Filles de la Misericòrdia, Pere Canals Morro, Lluís Rullan Colom, Santiago Izaguirre Calvo, Ferran Perelló Santandreu, Maria Esteva Ferrer, Elicio Ámez Martínez, Ponç Pons Giménez, José Castelló Guasch, Francesc Obrador Moratinos, Maria Magdalena Cladera Carriquiry, Alejandro Onsalo Orfila, Patricia Rosselló Palmer, José Alfonso Ballesteros Fernández, José Francisco Conrado de Villalonga, Pau Vallbona Vadell, Unió d'Associacions i Centres d'Assistència a Minusvàlids, José Torrens Vallés, Sebastià Crespí Rotger, Joan Bauzà Bauzà, Luis Fernández Pombo, Ricky «Lash» Lazaar, Can Molinas, Lleonard Muntaner i Mariano, Antoni Marí Calbet, Antoni Mut Calafell

### 2008
Antoni Obrador i Adrover, Toni Roig i Sierra, Concepció Balboa Buika Conxa Buika, Cor de la Fundació Teatre Principal de Palma, Elies Torres i Tur, Ferran Pujalte i Vilanova, FOQUA -Associació Fòrum per la Qualitat, Guillem López Casasnovas, Guillem Rosselló Bordoy, José Antonio Fortuny Pons, Lluís M. Pomar i Pomar, María de los Llanos Lozano Guevara, Maria Salleras Juan, Maria Lluïsa Suau, Maria Tur i Juan «Marieta de Can Vicent Xeroni», Mateu Castelló i Mas, Miquel Àngel Riera i Nadal, Miquel Munar Ques, Personal de cures pal·liatives d'atenció primària a l'Hospital Joan March i a l'Hospital General, Rodolfo Fernández Farrés, Maria Rosa Bueno Castellano

### 2009[2]
Antònia Font, Jaume Adrover i Noguera, Associacions Can Gazà-ICES, Es Refugi i Zaqueo (ex aequo), Bartomeu Barceló i Pons, Manolo Bonet Fuster, Oriol Bonnín, José Costa Ferrer, Carlos Cristos González (a títol pòstum), Josep Darder i Seguí (a títol pòstum), Miquel Duran Pastor, Els Valldemossa, FEIAB, Germandat de Mestres Jubilats i Mestres Jubilades de les Illes Balears, Cristòfol Guerau de Arellano i Tur, IES Politècnic, Joan Lacomba Garcia, Miquela Lladó, Úrsula Mascaró, Maria Antònia Pascual i Joana Vanrell (ex aequo), Maria Misericòrdia Ramon Juanpere, Margalida Ribas Prats, Joana Maria Roman Piñana, Llorenç Serra Ferrer, Joan Veny i Clar, Pere Mascaró Pons (a títol pòstum), Joan Riera Ferrari

### 2010[3]
Federació Empresarial Hotelera de Mallorca, Associació Hotelera de Menorca i Federació Empresarial Hotelera d'Eivissa i Formentera, Bàrbara Mesquida Mora, Joan Moll Marquès, Juan Luis Sánchez, Enriqueta Garriga, Elisabet Salom Pons, Cercle d'Economia, Miquel Àngel Llauger Llull (a títol pòstum), La Sonrisa Médica, Equip paralímpic que participà en els Jocs Olímpics de Pequín de 2008, Col·legi Públic de Pràctiques, Daniel Monzón, Marta Monfort, Antonio de Lacy Fortuny, Miquel Àngel Roig-Francolí Costa, Hilario Serra Mayans, Federació d'Associacions de Dones de Mallorca, Associació Voltor, Lluís Ferrer Caubet, Neus Torres Costa

### 2011
Agustí Villaronga Riutort, Eulàlia Serra Torres, José Carlos Llop Carratalá, Isabel Maria Roser Hernández, Josep Quetglas Riusech, Úrsula Pueyo Marimón, Joventuts Musicals de Palma, Joventuts Musicals de Maó, Joventuts Musicals de Ciutadella, Joan Nicolau Garí, Federació Balear d'Espeleologia, Josep Lluís Sureda i Carrión, mossèn Antoni Gili Ferrer (a títol pòstum), Antoni Torrens Gost, Orfeó Maonès, Isabel Cerdà i Soler (a títol pòstum), Editorial Mediterrània Eivissa, Associació de Veïns del Terreno, Ressonadors, Manuela de la Vega Llompart.

### 2012
Mariano Sacristán García (a títol pòstum), Cossiers de Montuïri, Valentí Puig Mas, Joan Guaita Esteva, Víctor Guerrero Ayuso, Servei d'Extinció d'Incendis i Salvament del Consell Insular d'Eivissa, Federació de Colles de Ball i Cultura Popular d'Eivissa i Formentera, Vicente Macián Cólera (a títol pòstum), Sergi Llull Melià, Aires Formenterencs.

### 2013[5]
Ferrocarril de Sóller, SA, Bartomeu Escandell Bonet (a títol pòstum), Observatori Astronòmic de Mallorca, Col·legi Nostra Senyora de Montision, Vicent Guasch Tur (a títol pòstum), Forn de sa Pelleteria, Setmanari El Iris, Club Nàutic Ciutadella, Ferran Cano Darder, Luís Martín Soledad i Pedro Pizá Caffaro

### 2014[6]
Teatre Principal de Maó, Bartomeu Bestard Bonet, Jaume Ensenyat i Julià, Moda Adlib, Associació de Veïns del Pilar de Formentera, Escolania de Lluc, Josep Planells Bonet, Pau Seguí Pons (a títol pòstum), Associació d'Industrials de Mallorca.

### 2015[7]
Josep Pinya Bonnín, Pepe Ferrés Zendrera (a títol pòstum), ISBA, Societat de Garantia Recíproca, Alonso Marí Calbet, EAPN Illes Balears, Xarxa per a la Inclusió Social, Societat Casino 17 de Gener, Plataforma de Afectados por el Deslinde de la Costa de Formentera, Juntes de l'Associació Espanyola Contra el Càncer de Menorca - AECC (junteslocals de Maó i Ciutadella), Associació Alba de Menorca, Associació Eivissa i Formentera contra el Càncer (IFCC), Associació Espanyola Contra el Càncer (Junta Local d'Eivissa i Formentera), Moviment Pitiús Pro Radioteràpia, Unitat de Coordinació de Trasplantaments de l'Hospital Universitari de SonEspases, Antoni Riera Moreno, Jaume Mascaró i Pons (a títol pòstum)

### 2016[8]
Reial Club Esportiu Mallorca, Grup Filharmònic de l'Ateneu de Maó, Escola de Turisme d'Eivissa,
Fundación RANA, Red de Ayuda a Niños Abusados, Teatre de Manacor, Rosa Maria Taberner Ferrer, Joan Miralles Montserrat, Escola Municipal de Mallorquí, Elvira Badia Corbella, Miquel Ametller i Caules, Bernat Pons Casals (a títol pòstum), Jaume Ferrer Marí, Francesc Marí Mayans “(En Xicu d'Es Capri)” 

### 2017[9]
ASPROM – Associació Balear de Persones amb Discapacitat Física, ASINPROS – Associació Insular d'Atenció a Persones amb Discapacitat de Menorca, Unió de Pagesos, Associació Memòria de Mallorca i Fòrum per la Memòria d'Eivissa i Formentera (conjuntament), Felip Cirer i Costa, Alicia M. Sintes Olives, Illes per un Pacte, Unitat de Seguretat del Pacient, Federació de Cooperatives de les Illes Balears, Isidor Torres Cardona, Alba Torrens Salom, Marcus Cooper Walz.

### 2018[10]
Santiago Colomar Ferrer, Simón Orfila Riudavets, Taula de Xarxes del Tercer Sector Social, Club Nàutic d'Eivissa, Lobby de Dones de Mallorca, Agrupacions de Voluntaris de Protecció Civil, Astilleros de Mallorca, Teatre del Mar, José Castro Aragón, Merche Chapí Orrico, Deborah Bridget Hellyer i Manel Marí a títol pòstum.

### 2019[11]
Enric Majoral Castells, Cor Ciutat d'Eivissa, Handbol Club Puig d'en Valls, Teatre infantil Sant Miquel, Náutica Reynés, Voluntaris de les Illes Balears de Proactiva Open Arms i Proem-Aid, Cooperativa Agrícola Sant Bartomeu de Sóller, Joan Llobera Cànaves, Catalina Cantarellas i Camps, Rossy de Palma i Macarena de Castro.

### 2020[12]
Premi Born de Teatre, Javier Adolfo Coll Pons, Pilar Castelló Ramon, Esperança Riera Riera, Pilar Bonet Cardona, Rosa Esteva, Mario Mola Díaz, Catalina Corró Llorente, Xavier Pastor i Gràcia, Gordiola Vidrios de Arte, Javier Cortés Bordoy, Federació de Confraries de Pescadors, Corporació RTVE Illes Balears i Coordinadora d'ONGD de les Illes Balears.

### 2021[13]
Sector primari, Treballadors de serveis essencials, Empreses de sectors essencials, treballadors i treballadores dels serveis socials, la indústria, els gestors administratius, la comunitat educativa i universitària, el voluntariat, els cossos i forces de seguretat i els treballadors de la seguretat en el sector privat, el sector cultural, persones treballadores i usuàries de residències i la ciutadania. Tots aquests sectors foren premiats pel seu paper durant la pandèmia del COVID-19.

### 2022[14]
Josefina Salord, Miquel Jaume, Lina Tur, Moviment Escolta i Guiatge de Mallorca, Escoltes de Menorca, Escoltes i Guies de Mallorca, ASDE Scouts de Balears, Consuelo Marquès, Anna Traveset, Isabel Echarri, Miquel Fiol, Conjunt d'entitats de pacients de les Illes Balears, Federació de Ciclisme de les Illes Balears, Vicent Serra “Blai”, Esment, Galeria d’Art 6A, Virginia Torrecilla.

### 2023[15]
Marià Castelló, Trinitàries de Santa Eulària, Marià Torres, Club Vidalba, Llorenç Capellà, Feminisme a l’escola, Joana Mascaró, Quely, Salud Deudero, Maví García, Associació d'Amics del Poble Sahrauí de les Illes Balears i Escola en Pau, 3 Salut Mental, Fundació Tribunal d'Arbitratge i Mediació de les Illes Balears (TAMIB), Joan Francesc Casasnovas, Servidors públics.

### 2024[16]
Enric Benito Oliver, Beatriz Morales-Nin, Jose Antonio Fayas Janer, Mater Misericordiae, Menorca Talaiòtica, Es Baluard, Joan Planells Ripoll, Galeria Xavier Fiol, Llorenç Rosselló Horrach, Illes Balears Palma Futsal, Mariona Caldentey, Cata Coll, Sebastian Pons, Gabriel Sampol Mayol (a títol pòstum), Teresa Costa Castelló (a títol pòstum), Maria José Massot Ramis d’Ayreflor (a títol pòstum).

### 2025[17]
Anna Ferrer, Associació de Mares i Pares de Persones amb Discapacitat (AMADIBA), María Adoración Romaguera Bosch, Escola de Música i Danses de Mallorca Bartomeu Ensenyat i Estrany, Joan Rallo i García, Rafael Perera Mezquida (a títol pòstum), Asunción Gallardo Bonet, Agustín Martínez Martínez El Casta, Obra Salesiana de Sant Francesc de Sales de Ciutadella de Menorca, Antonio Bonet Planells, Confraria de Pescadors de Formentera, Bartolomé Beltrán Pons (a títol pòstum), Joan Munar Martínez, Grupo Piñero, Contingent baleat desplaçat a València.